# Cyathea albomarginata
Cyathea albomarginata  là một loài dương xỉ trong họ Cyatheaceae. Loài này được R.C. Moran mô tả khoa học đầu tiên năm 1991.